# Ansitz Teissegg

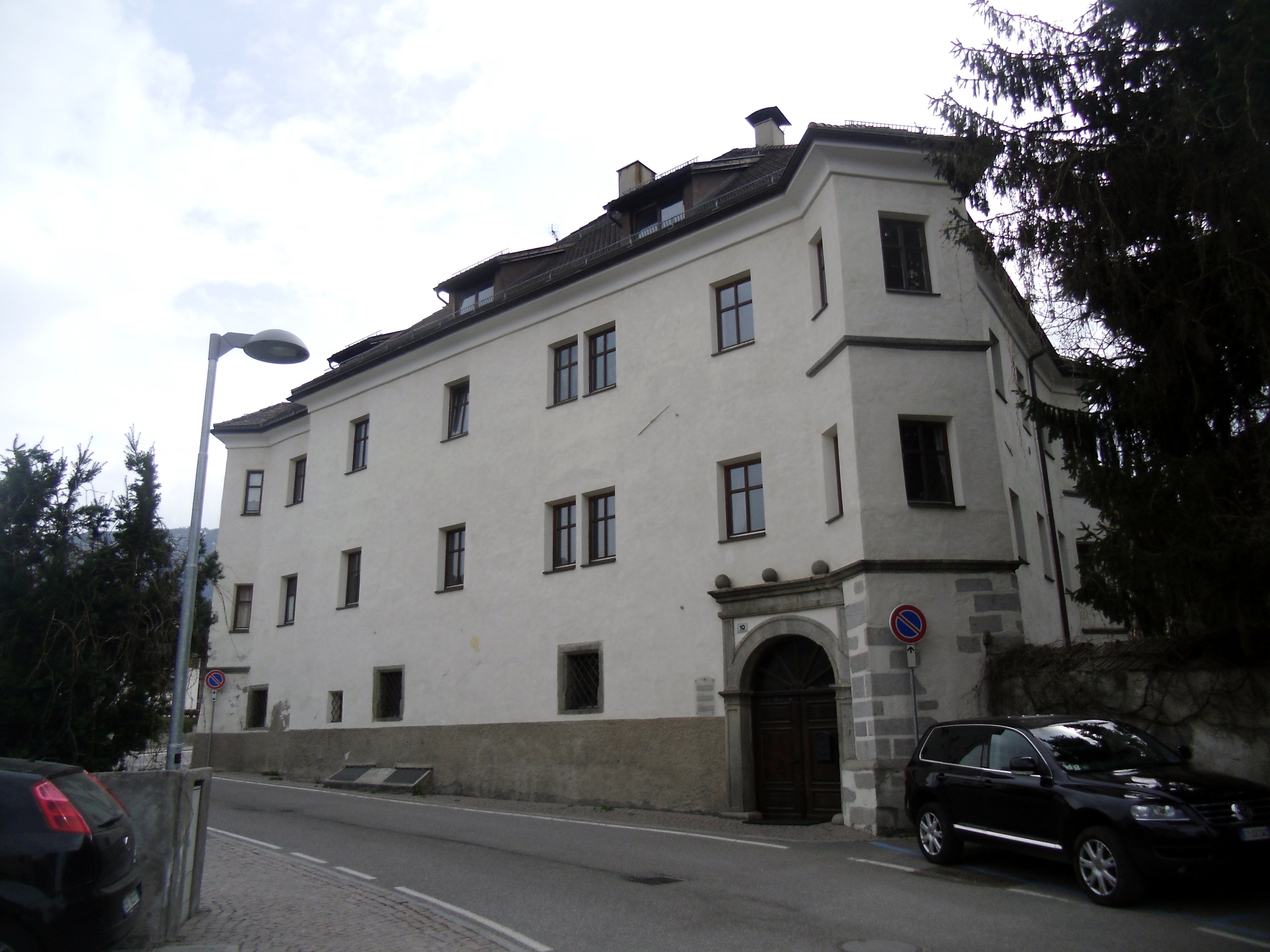
Ansitz Teissegg

Der Ansitz Teissegg (auch Teißegg) ist ein geschütztes Baudenkmal in Bruneck in Südtirol. 

## Geschichte
Als Erbauer gilt der Pfleger von Lamprechtsburg Paul Teisser, dessen gleichnamiger Sohn, ebenfalls Pfleger von  Lamprechtsburg starb dort 1483. Mit Hugo Teisser ist das Geschlecht Anfang des 16. Jahrhunderts im Mannesstamm erloschen. Erbin war dessen Schwester Felicitas, Frau von Ulrich Gebhart. 1503 saßen Hans Seemann von Mangen und seine Frau Anna Jucklin von Pfalzen auf Teissegg. 1520 brachten die Teisserhube die Söll an sich. Peter Söll (der Ältere) fungierte 1501 als Bürgermeister von Bruneck. Am 5. November 1542 erhob Kaiser Ferdinand I. in Wien die Brüder Peter (der Jüngere) und Wolf Söll in den Adelsstand, inkl. einer Wappenbesserung und dem Prädikat „von Teissegg“. Auf Leonhard Söll folgte 1629 Balthasar Gall von Einsiedl, sowie 1632 der Fürstbischof von Brixen, der bei seinem Aufenthalt in Bruneck dort wohnte und das Nebengebäude Einsiedl errichtete. Der Fürstbischof Wilhelm von Welsberg starb dort 1641. Darauf gelangte Teissegg wiederum an Balthasar von Gall, deren Familie 1646 in die Tiroler Adelsmatrikel immatrikuliert wurde. 1795 verkaufte Anton Franz von Gall den Ansitz an den Stadtrichter von Bruneck Christoph Leonard Alexius von Klebelsberg zu Thumburg. Am 3. Mai 1989 erfolgte die Aufnahme in die Denkmalliste von Seiten des Südtiroler Landesdenkmalamtes. 